# جورج ويزلي نورمان
جورج ويزلي نورمان هو سياسي كندي، ولد في 14 أكتوبر 1883، وتوفي في 12 نوفمبر 1970. انتخب عضو المجلس التشريعي من ساسكاتشوان.